# Marcel Artelesa
Marcel Artelesa (født 2. juli 1938 i Pont-Sainte-Marie, Frankrig - 23. september 2016) var en fransk fodboldspiller, der spillede som forsvarsspiller. Han var på klubplan tilknyttet Troyes AC, AS Monaco, Olympique Marseille, OGC Nice og CA Paris-Neuilly. Med Monaco vandt han i 1963 både det franske mesterskab og pokalturnerigen Coupe de France.
Artelesa blev desuden noteret for 21 kampe og én scoring for Frankrigs landshold. Han deltog ved VM i 1966 i England.

## Titler
Ligue 1
- 1963 med AS Monaco

Coupe de France
- 1963 med AS Monaco